# Adam Koch (regatista)
Adam Koch (Bellevue) es un deportista estadounidense que compitió en vela en la clase Formula Kite.
Ganó tres medallas en el Campeonato Mundial de Formula Kite entre los años 2010 y 2012, y una medalla de oro en el Campeonato Europeo de Formula Kite de 2012.

## Palmarés internacional
| \| Campeonato Mundial \| Campeonato Mundial \| Campeonato Mundial \| Campeonato Mundial \| \| Año \| Lugar \| Medalla \| Clase \| \| ----------------------- \| ------------------------------ \| ------------------ \| ------------------ \| \| 2010 \| San Francisco (Estados Unidos) \| Medalla de oro \| Formula Kite \| \| 2011 \| Westerland (Alemania) \| Medalla de plata \| Formula Kite \| \| 2012 \| Cagliari (Italia) \| Medalla de plata \| Formula Kite \| \| Campeonato Europeo[n 1] \| \| \| \| \| Año \| Lugar \| Medalla \| Clase \| \| 2012 \| La Baule (Francia) \| Medalla de oro \| Formula Kite \| |                                |                  |              |
| Campeonato Mundial |                                |                  |              |
| Año | Lugar                          | Medalla          | Clase        |
| 2010 | San Francisco (Estados Unidos) | Medalla de oro   | Formula Kite |
| 2011 | Westerland (Alemania)          | Medalla de plata | Formula Kite |
| 2012 | Cagliari (Italia)              | Medalla de plata | Formula Kite |
| Campeonato Europeo |                                |                  |              |
| Año | Lugar                          | Medalla          | Clase        |
| 2012 | La Baule (Francia)             | Medalla de oro   | Formula Kite |

1. ↑  En algunas ediciones del Campeonato Europeo se permitió la participación de regatistas de otros continentes.